# 羅馬鄉 (博托沙尼縣)
47°50′N 26°36′E / 47.833°N 26.600°E
羅馬鄉（羅馬尼亞語：Comuna Roma, Botoșani），是羅馬尼亞的鄉份，位於該國東北部，由博托沙尼縣負責管轄，面積45平方公里，海拔高度161米，2007年人口3,355，人口密度每平方公里75人。